# Suzanne Ploux
Suzanne Ploux, née le 2 mars 1908 à Rochefort (Charente-Maritime) et morte le 28 juin 1992 à Versailles (Yvelines) est une femme politique française.

## Biographie

### Origines, Résistance et mandat municipal
Après des études secondaires à Bordeaux, elle devient élève de la maison de la Légion d’honneur de Saint-Denis. Elle est ulcérée de ne pas pouvoir passer le baccalauréat, mais seulement le brevet supérieur parce qu'elle est une femme et de ne pas, en conséquence, pouvoir suivre des études supérieures ; elle était dès lors mue par une volonté de revanche sociale dans une société alors patriarcale.
Sous l'Occupation, elle s'engage avec son mari dans la Résistance en Bretagne, au sein du réseau Johnny. À la Libération, elle se lance en politique avec le parti gaulliste, tirant profit de sa légitimité acquise durant la guerre : elle est élue maire de Saint-Ségal (Finistère) en 1945, à l'âge de 37 ans. Elle devient ainsi l'une des premières femmes maires de France.
Ses mandats municipaux sont marqués par la création d'une mairie (1953), d'un collège technique (1960), d'une maison de retraite (1968) et du complexe sportif du Drenit (1973). Elle crée aussi plusieurs lotissements.
Elle est mariée au directeur de la poudrerie du quartier de Pont-de-Buis, à Saint-Ségal, avec qui elle a sept enfants. Ce quartier de la ville, ou vivent des ouvrières et des ouvriers, pâtit cependant d'être regroupés dans la même commune que Saint-Ségal, où les agriculteurs, majoritaires, sont souvent élus, délaissant alors Pont-de-Buis. Elle propose donc de séparer les deux communes afin que l'administration qui aurait la charge de cette dernière s'en occupe spécifiquement, ce qui est fait en 1949, quand Pont-de-Buis devient une commune autonome, et dont elle devient maire (Jean François Le Guillou lui succède à Saint-Ségal). En 1965, Pont-de-Buis fusionne avec deux communes voisines pour donner naissance à Pont-de-Buis-lès-Quimerch.
Durant ses mandats, elle permet aussi l'installation d'entreprises dans sa commune, comme les téléphones Depaepe (devenus Novatech). Alors que la poudrerie connait des problèmes économiques, elle crée une endiverie, y investissant personnellement de l'argent, pour que les ouvrières gardent un travail. Elle reste maire jusqu'en 1974.

### Députée et ministre
Suzanne Ploux est élue conseillère générale du canton du Faou en 1955 et députée du Finistère en 1962. De 1968 à 1973, elle siège à l’Assemblée parlementaire du Conseil de l'Europe. Elle siège aussi de 1965 à 1968 au Haut comité d'étude et d'information sur l'alcoolisme.
Anne Gouerou, qui lui a consacré un documentaire, raconte : « Elle est très à l’aise dans ce milieu d'hommes mais elle mesure à quel point il n'y a pas de cadeau pour les femmes. Une femme doit toujours être meilleure dans ses dossiers, irréprochable dans tout. Elle a une conscience très forte du fait que tout est plus difficile parce qu'elle est une femme ». « Lucide sur la place réservée aux femmes, révoltée parfois mais sans être féministe, elle eut aussi à en souffrir ». Elle s'indigne par exemple des remarques sexistes de ses collègues à l'Assemblée nationale, l'un d'eux lui disant par exemple un jour : « Retourne à ta cuisine ! ».
À l'Assemblée nationale, elle est un jour arrêtée par les huissiers qui lui interdisent d'entrer dans l'hémicycle car elle porte un pantalon. Elle tient tête et parvient finalement à y accéder dans cette tenue.
Elle siège au palais Bourbon jusqu'en 1973 où elle entre, le 12 avril, dans le deuxième gouvernement de Pierre Messmer, comme secrétaire d'État auprès du ministre de l’Éducation nationale Joseph Fontanet (elle est remplacée à l'Assemblée nationale par son suppléant Jean Crenn) ; elle est chargée de suivre les questions de l’enseignement pré-scolaire, de l’éducation spécialisée et de l’action sociale en faveur des personnels de l’Éducation nationale, mais en ressent du dépit car les femmes sont alors cantonnées aux portefeuilles sociaux alors qu'elle s'intéresse à la vie économique.
Le 27 février 1974, elle quitte le gouvernement après un remaniement, et son suppléant refuse de lui céder son siège de député alors que c'est pourtant l'usage ; elle achève son mandat municipal en octobre suivant, mais ne se représente pas pour des raisons familiales.
Elle meurt en 1992. Anne Gouerou remarque qu'aucun édifice de Pont-de-Buis ne porte son nom, sauf un petit square.

## Fonctions
- Secrétaire d'État auprès du ministre de l'Éducation nationale du gouvernement Pierre Messmer (2) (du 5 avril 1973 au 1er mars 1974)
- Députée UNR, puis UDR du Finistère (1962-1973)
- Conseillère générale du Canton du Faou (1955-1976)
- Maire de Pont-de-Buis (1945-1974)
- Représentante de la France à l'Assemblée parlementaire du Conseil de l'Europe (1968-1973)

## Documentaire
La journaliste et auteure Anne Gouerou, par ailleurs conseillère municipale écologiste à Quimper, a réalisé un documentaire sur Suzanne Ploux et Joséphine Pencalet, deux femmes politiques du Finistère,.

## Sources et références